# Кульма (приток Кильмези)
Кульма — река в Кильмезском и Уржумском районах Кировской области, правый приток реки Кильмезь (бассейн Волги). Устье реки находится в 11 км по правому берегу реки Кильмезь. Длина реки составляет 60 км. Площадь водосборного бассейна — 354 км².
Исток реки в лесном массиве в 12 км к северо-западу от деревни Рыбная Ватага (центр Рыбно-Ватажского сельского поселения) и в 40 км к северо-западу от посёлка Кильмезь. Река течёт на юг и юго-запад по лесному массиву. Протекает деревню Кульма (Рыбно-Ватажское сельское поселение), вблизи деревни Салья (Чернушское сельское поселение), а также несколько нежилых. Большая часть течения проходит по Кильмезскому району, в нижнем течении образует границу между Кильмезским и Уржумским районами. Впадает в Кильмезь выше деревни Травянистое (Пиляндышевское сельское поселение).

## Притоки (км от устья)
- 23 км: река Саринка (левый).
- река Сальинка (левый)
- 40 км: река без названия (правый)
- река Дальний Ключ (левый)
- река Ближний Ключ (левый)

## Данные водного реестра
По данным государственного водного реестра России относится к Камскому бассейновому округу, водохозяйственный участок реки — Вятка от водомерного поста посёлка городского типа Аркуль до города Вятские Поляны, речной подбассейн реки — Вятка. Речной бассейн реки — Кама.
Код объекта в государственном водном реестре — 10010300512111100039900.